# Куп Босне и Херцеговине у одбојци за жене
Куп Босне и Херцеговине је национални одбојкашки куп Босне и Херцеговине, који се одржава од 2005. у организацији Одбојкашког савеза Босне и Херцеговине.

## Историја
У периоду од 1994. до 2001. године постојала су три одвојена савеза са седиштима у Сарајеву, Бања Луци и Мостару, која су организовала засебне купове, иако је ЦЕВ признавао само оно са седиштем у Сарајеву. Од 2001. године куп се игра на територији целе Федерације БиХ, док је Одбојкашки савез Републике Српске организовао посебно такмичење Куп Републике Српске. Од 2005. године Куп Босне и Херцеговине играју сви клубови са територије целе Босне и Херцеговине, укључујући и клубове из Републике Српске.

## Систем такмичења
Од сезоне 2013/14 у оквиру Купа Босне и Херцеговине игра се само финални турнир на којем учествују финалисти Купа Републике Српске и финалисти Купа Федерације БиХ.

## Досадашњи побједници
| Сезона  | Побједник           | Резултат | Финалиста           |
| ------- | ------------------- | -------- | ------------------- |
| 2005/06 | ЖОК Јеловица Тузла  | -        | -                   |
| 2006/07 | ЖОК Јединство Мобис | -        | -                   |
| 2007/08 | ЖОК Јединство       | -        | -                   |
| 2008/09 | ЖОК Јединство       | -        | -                   |
| 2009/10 | ЖОК Јединство       | -        | -                   |
| 2010/11 | ЖОК Јединство       | -        | -                   |
| 2011/12 | ОК Кула Градачац    | -        | ЖОК Јединство       |
| 2012/13 | ЖОК Јединство       | 3:0      | ЖОК Гацко           |
| 2013/14 | ЖОК Гацко           | 3:2      | ЖОК Бимал Јединство |
| 2014/15 | ЖОК Бимал Јединство | 3:0      | ЖОК Гацко           |
| 2015/16 | ЖОК Бимал Јединство | 3:1      | ОК Кула Градачац    |
| 2016/17 | -                   | -        | -                   |

## Успјешност клубова
| Клуб                | Побједник | Финалиста | Година (побједник)                             | Година (финалиста) |
| ------------------- | --------- | --------- | ---------------------------------------------- | ------------------ |
| ЖОК Бимал Јединство | 8         | 2         | 2007, 2008, 2009, 2010, 2011, 2013, 2015, 2016 | 2012, 2014         |
| ЖОК Гацко           | 1         | 2         | 2014                                           | 2013, 2015         |
| ОК Кула Градачац    | 1         | 1         | 2012                                           | 2016               |
| ЖОК Јеловица        | 1         |           | 2006                                           |                    |
|                     |           |           |                                                |                    |